# Wibautleerstoel
De Wibautleerstoel is een door de gemeente Amsterdam ingestelde leerstoel aan de Universiteit van Amsterdam.
De leerstoel is in 1991 ingesteld, en is bedoeld voor de studie van grootstedelijke problematiek. De betreffende hoogleraar houdt zich in de huidige opzet twee dagen per week bezig met onderwijs en onderzoek op het gebied van de grootstedelijke problematiek, in het bijzonder gericht op Amsterdam.
Sinds 2023 wordt de Wibautleerstoel bekleed door Femke Kaulingfreks (1981), die voor vijf jaar is benoemd.
De leerstoel werd achtereenvolgens bekleed door:
- Willem Heinemeijer (1992 - 1993)
- Annemieke Roobeek (1994 - 1996)
- Jan Terlouw (1997 - 2000)
- Geert Mak (in 2000 voor vijf jaar benoemd, maar op eigen verzoek al in 2003 vervangen[2])
- Paul Scheffer (2003 - 2011)
- Zef Hemel (2011 - 2023)
- Femke Kaulingfreks (2023[1] - heden)

De leerstoel is vernoemd naar de Amsterdamse wethouder F.M. Wibaut (1859-1936).